# Liste der Naturdenkmale in Stechow-Ferchesar
Die Liste der Naturdenkmale in Stechow-Ferchesar enthält alle Naturdenkmale der brandenburgischen Gemeinde Stechow-Ferchesar und ihrer Ortsteile im Landkreis Havelland, welche durch Rechtsverordnung geschützt sind. (Stand: 2014)
In den Spalten befinden sich folgende Informationen:
- Nr.: Identifizierungsnummer nach veröffentlichter Liste. Sie wird von der unteren Naturschutzbehörde des Landkreises oder der kreisfreien Stadt vergeben. Wenn sie bekannt ist, wird sie angegeben. In dieser Spalte kann sich zusätzlich das Wort Wikidata befinden, der entsprechende Link führt zu Angaben zu diesem Naturdenkmal bei Wikidata.
- Bezeichnung: Benennung des Naturdenkmals, in der Regel wird bei Bäume die Baumart genannt. Bekannte Eigennamen werden mit angegeben.
- Gemarkung: Ort oder Gemarkung, in der sich das Naturdenkmal befindet
- Lage: Nennt die Lage des Naturdenkmals im jeweiligen Ortsteil und die geografischen Koordinaten des Naturdenkmals. Link zu einem Kartenansichtstool, um Koordinaten zu setzen. In der Kartenansicht sind Naturdenkmale ohne Koordinaten mit einem roten beziehungsweise orangen Marker dargestellt und können in der Karte gesetzt werden. Denkmale ohne Bild sind mit einem blauen bzw. roten Marker gekennzeichnet, Denkmale mit Bild mit einem grünen beziehungsweise orangen Marker.
- Beschreibung: die Beschreibung des Naturdenkmales
- Schutzzweck: Erläutert den Grund der Unterschutzstellung
- Bild: Zeigt ein Bild des Naturdenkmales und gegebenenfalls ein Link zu weiteren Fotos im Medienarchiv Wikimedia Commons

## Stechow
| Bild                           | Bezeichnung    | Lage                                                                                  | Beschreibung | Schutzzweck | Nummer |
| ------------------------------ | -------------- | ------------------------------------------------------------------------------------- | --- | ----------- | ------ |
| Weitere Bilder Fotos hochladen | Friedhofslinde | Stechow, an der Friedhofsmauer Flur 1 Flurstück 17 (52° 37′ 50,3″ N, 12° 27′ 38,1″ O) | Repräsentant seiner Art; Ortsbild-Prägung; Besonders markanter Baum - am Stamm weisen überwallte Astwunden auf die Beseitigung von Starkästen in Richtung Dorfstraße hin; Vitalität II - Alter geschätzt auf etwa 250 bis 280 Jahre. - Stammumfang: 400 - seit 1970                                                                                             |             | 0048 B |
| Weitere Bilder Fotos hochladen | Starke-Linde   | Stechow, auf dem Friedhof Flur 1 Flurstück 16 (52° 37′ 48,7″ N, 12° 27′ 38,6″ O)      | stärkste Linde in der Umgebung; Ortsbild-Prägung; besonders markanter Baum - kurzer Stamm weist einige Besonderheiten auf: teilweise hohl, zwei Stämmlinge sind so zusammengewachsen, dass sie in etwa 1,70 m Höhe ein großes Loch wie ein Fenster bilden; Vitalität II - Alter geschätzt auf etwa 250 bis 280 Jahre - Stammumfang: 680 - seit 1955 im Kataster |             | 0049 B |